# ヴェルヴェット・リヴォルヴァー
ヴェルヴェット・リヴォルヴァー（Velvet Revolver）は、アメリカのロックバンド。2002年に元ガンズ・アンド・ローゼズのスラッシュ、ダフ・マッケイガン、マット・ソーラムの3人に、デイヴ・ナヴァロ・バンドのデイヴ・クシュナー、元ストーン・テンプル・パイロッツのスコット・ウェイランドを迎えて結成されたスーパーグループ。

## 来歴
結成のきっかけは、ランディ・カステロの追悼コンサートで元ガンズ・アンド・ローゼズの3人にバックチェリー（当時、ほぼ解散状態）のボーカリストであるジョシュ・トッドとギタリストのキース・ネルソンを加えたラインナップで行った演奏から。このライヴで彼ら5人は「Buck N' Roses」と名乗った。また、この時にはエアロスミスのスティーヴン・タイラーも飛び入りで参加している。互いにまだ確かなケミストリーが在ると感じたメンバーは、トッド、ネルソンと共にアルバム制作を開始。しかし、トッドの声がどうしても「バックチェリーに聴こえてしまう」など、ボーカルに不満を感じて2人を候補から外す。ギタリストの後任には、スラッシュの中学時代からの知り合いであり、マッケイガンのバンド Loaded にも参加経験のあるデイヴ・クシュナーが加入。この頃のバンドは「The Project」とだけ呼ばれていた。
セバスチャン・バック（元スキッド・ロウ）など多くのシンガーがセッションに交わったが、最終的に元ストーン・テンプル・パイロッツのスコット・ウェイランドの加入が決定した。セバスチャン・バックが加入しなかった理由については、やはり「スキッド・ロウに聴こえてしまうため」と言われている。
バンド名は当初、マッケイガンのバンド名「Loaded」を使い「Reloaded」としようとされたが、映画「マトリックス リローデッド」の公開により断念。スラッシュのアイデアにより「Revolver」とする案が出されたが、そのバンド名は既に50以上のバンドによって使われており、ウェイランドが「Dead Velvet Revolver」と提案、最終的に「Dead」を省いた「Velvet Revolver」とされた。
この頃に、同じく元ガンズ・アンド・ローゼズのギタリストであるイジー・ストラドリンも参加し曲を残していると言われているが、気紛れで物事に執着しない性格のイジーはフラリと脱けて行ったと言う。このバンドに関わった有名人は多く、モトリー・クルーのベーシスト、ニッキー・シックスも一時期関わっていた。
アルバム発表前の2003年6月19日にロサンジェルスのエル・レイにてライヴを決行。そのライヴの様子はシングル・DVDで発売が予定されていたが、当時はまだ一作も発表していなかったため、インターネットを通じて世界中のファンが海賊盤映像・音源を流してしまい、発売が中止された。前後して、映画『ハルク』に楽曲『セット・ミー・フリー - Set Me Free』を提供。サウンドトラックに収録され、初めての発表音源となる。また、ピンク・フロイドの『マネー - Money』（『狂気』収録）をカバーし、同様に映画『ミニミニ大作戦』に提供されている。
シンガー探しに時間を費やした長い期間に作り溜めた曲は50曲以上とも言われており、ウェイランド加入後は瞬く間にアルバム『コントラバンド - Contraband』は完成。2004年6月2日に日本先行発売されたこのアルバムは、US盤・UK盤にコピーコントロールCDで製造されたにもかかわらず、ビルボード初登場1位を獲得している。シングル・カットされた『スリザー - Slither』は、第47回グラミー賞ベスト・ハード・ロック・パフォーマンス部門を受賞した。
2005年2月の5・6日に開催されたソニックマニア05に来日出演。前後して単独公演も行っている。本来なら、前年の2004年（アルバム発表以前）のソニックマニアに出演する話がまとまっていたが、ウェイランドのドラッグ事件にまつわるトラブルによって出演がキャンセルされていたので、その雪辱とも言える。その後、新曲「カモン、カミン - Come On, Come in」が録音され、『ファンタスティック・フォー ［超能力ユニット］』のサウンドトラックに収録された。
2006年夏にセカンド・アルバムのレコーディング開始。プロデューサーは、パール・ジャム、レイジ・アゲインスト・ザ・マシーン、ザ・ミュージックなどを手掛けたブレンダン・オブライエンに落ち着き、2007年6月27日『リベルタド - Libertad』を日本先行発売。
2007年11月には2度目の来日公演が決定していたが、スコットのビザ申請が通らず直前になり全公演がキャンセルとなった。
2008年もツアーを行なっていたが、3月にスコットがライブ中に「これが最後のツアー」等と発言する場面があり、それに関してマットが自身のブログに非難を書いたところ、それに対しスコットが自身のブログで
猛反発するなど、トラブルが相次ぐ。そして2008年4月1日、バンドのオフィシャルサイトより、ボーカル：スコット・ウェイランドの脱退が発表される。スコットは2008年5月より、古巣ストーン・テンプル・パイロッツへ復帰した（しかし、その後2013年にスコットは、バンドのメンバーとの約束をきちんと守らなかったことを理由にバンドから追い出された。現在彼は、バンド名や楽曲の版権などを巡り、残りのメンバーに対し法的手続きを開始する予定としている。）。
スコットの脱退後、新ヴォーカリストを探しオーディションを繰り返しているものの、2014年現在も後任は見つかっていない。レニー・クラヴィッツ、セバスチャン・バック、オルター・ブリッジのマイルス・ケネディらの名前がメディアを通じて伝えられたが加入は実現せず、スリップノットのコリィ・テイラーとはレコーディングを行ったが、スラッシュの納得が行かず発表には至っていない。
2012年1月12日、House of Blues Los Angelesにて一夜限りのセッションが披露された。これがヴェルヴェット・リヴォルヴァー最後のライブとなった。
2015年12月3日、スコットがツアーバスの中で亡くなっていたところを発見される。死因はドラッグとアルコールを含む薬物等の併用による中毒死と発表される。

## メンバー
- スラッシュ Slash : ギター（2002年 - 2008年、2010年、2012年）　元ガンズ・アンド・ローゼズ他
- ダフ・マッケイガン Duff McKagan : ベース（2002年 - 2008年、2010年、2012年）　元ガンズ・アンド・ローゼズ他
- デイヴ・クシュナー Dave Kushner : ギター（2002年 - 2008年、2010年、2012年）　元 デイヴ・ナヴァロバンド 他
- マット・ソーラム Matt Sorum : ドラムス（2002年 - 2008年、2010年、2012年）　元ガンズ・アンド・ローゼズ他
- スコット・ウェイランド Scott Weiland : ボーカル（2002年 - 2008年、2010年、2012年）　元ストーン・テンプル・パイロッツ

## ディスコグラフィ

### アルバム
| 年   | タイトル   | アルバム詳細                                                                                        | チャート最高位 | チャート最高位 | チャート最高位 | チャート最高位 | チャート最高位 | チャート最高位 | チャート最高位 | チャート最高位 | チャート最高位 | チャート最高位 | 認定                                                                |
| 年   | タイトル   | アルバム詳細                                                                                        | US             | AUS            | CAN            | FIN            | IRL            | ITA            | NOR            | NZ             | SWE            | UK             | 認定                                                                |
| ---- | ---------- | --------------------------------------------------------------------------------------------------- | -------------- | -------------- | -------------- | -------------- | -------------- | -------------- | -------------- | -------------- | -------------- | -------------- | ------------------------------------------------------------------- |
| 2004 | Contraband | - 発売日: 2004年6月8日 - レーベル: RCA - フォーマット: CD, LP, digital download - 全米売上: 400万枚 | 1              | 2              | 1              | 8              | 8              | 16             | 4              | 5              | 22             | 11             | - US: 2× プラチナ - AUS: ゴールド - CAN: 2× プラチナ - UK: ゴールド |
| 2007 | Libertad   | - 発売日: 2007年7月3日 - レーベル: RCA - フォーマット: CD, CD + DVD - 全米売上: 22.2万枚            | 5              | 10             | 2              | 4              | 7              | 13             | 14             | 3              | 21             | 6              | - CAN: ゴールド - UK: シルバー                                      |

### EP
- メロディ・アンド・ザ・ティラニー - Melody and the Tyranny (2007)

### シングル
- セット・ミー・フリー - Set Me Free (2003)
- スリザー - Slither (2004)
- フォール・トゥ・ピーセズ - Fall to Pieces (2004)
- ダーティ・リトル・シング - Dirty Little Thing (2005)
- カモン、カミン - Come on, Come in (2006)
- シー・ビルズ・クイック・マシーン - She Builds Quick Machine (2007)
- ラスト・ファイト - The Last Fight (2007)
- ゲット・アウト・ザ・ドア - Get Out the Door (2008)

## カバー曲
- Across the Universe (The Beatles)
- Ain't Talkin 'Bout Love (Van Halen)
- Angie (The Rolling Stones)
- Bodies (Sex Pistols)
- Can't Get It Out of My Head (Electric Light Orchestra)
- Crackerman (Stone Temple Pilots)
- Dead & Bloated (Stone Temple Pilots)
- Dead Flowers (The Rolling Stones)
- Dream Police (Cheap Trick)
- Five to One (The Doors)
- Highway to Hell (AC/DC)
- I Wanna Be Sedated (The Ramones)
- Interstate Love Song (Stone Temple Pilots)
- It's So Easy (Guns N' Roses)
- Mr. Brownstone (Guns N' Roses)
- Money (Pink Floyd)
- Negative Creep (Nirvana)
- No More No More (Aerosmith)
- Paradise City (Guns N' Roses)
- Patience (Guns N' Roses)
- Psycho Killer (Talking Heads)
- Roadhouse Blues (The Doors)
- Rock And Roll (Led Zeppelin)
- Runaround (Van Halen)
- Sex Type Thing (Stone Temple Pilots)
- Starfucker (The Rolling Stones)
- Surrender (Cheap Trick)
- Tears in Heaven (Eric Clapton)
- Used to Love Her (Guns N' Roses)
- Vasoline (Stone Temple Pilots)
- Wish You Were Here (Pink Floyd)